# 女武士大冒险 时之钥传说
《女武士大冒险 时之钥传说》是一款由南梦宫公司制作和发行的游戏。本游戏于1986年8月1日在FC游戏机上发行。此外，本游戏后于2007年3月20日在Wii Virtual Console上发行，于2013年9月4日在Nintendo 3DS Virtual Console上再版发行，2015年在Wii U Virtual Console再版。
本游戏是一个卷轴类地图，游戏主角在其中进行实时战斗。由玩家控制的Valkyrie在她的征途中，需要打败Zouna并使Marvel Land恢复和平。
本游戏被认为是FC游戏机中最有难度的游戏之一。